# Hatertse Hei
Hatertse Hei is een wijk in de stad Nijmegen, in de Nederlandse provincie Gelderland. De wijk ligt in het stadsdeel Nijmegen-Zuid. Op 1 januari 2023 telde de wijk 4.055 inwoners, verdeeld over 1.963 woningen, met een gemiddelde WOZ-waarde van € 361.000, op een oppervlakte van 0,59 km².
Tot de Tweede Wereldoorlog was er hoofdzakelijk lintbebouwing aan de grote wegen door en rondom de Hatertse Hei. Na de oorlog, tussen 1950 en 1957, werden de tussengelegen ruimtes gevuld met hofjes en etagewoningen. De hofjesbuurt werd ontworpen door de architecten J.G. Deur en C. Pouderoyen in de traditionalistische stijl van de Bossche School. Centraal in de wijk ligt de 12 verdiepingen tellende sterflat, die tussen 1955 en 1958 werd opgetrokken en als eerste hoog woongebouw van Nijmegen geldt.

## Afbeeldingen

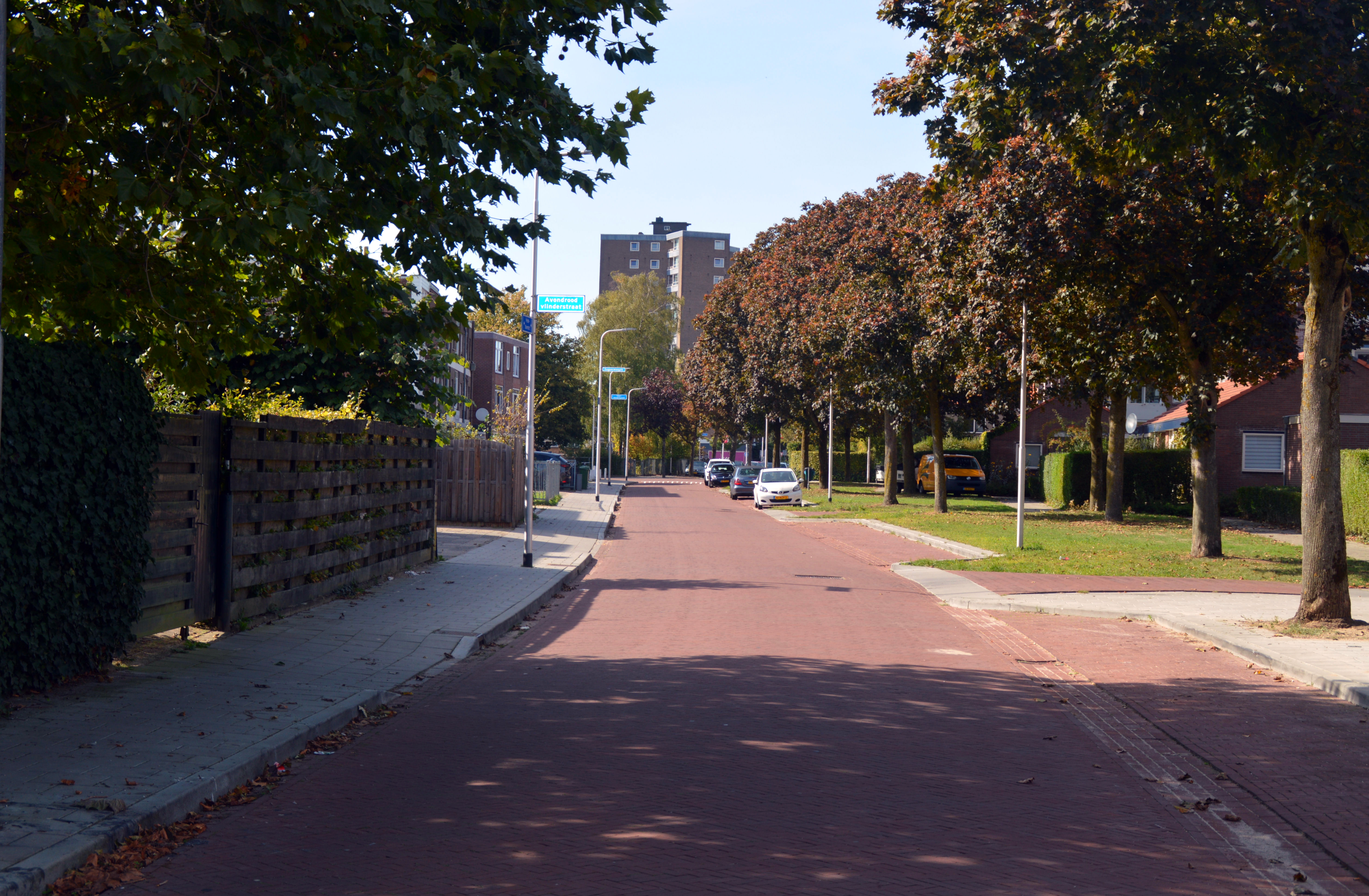
Heidebloemstraat
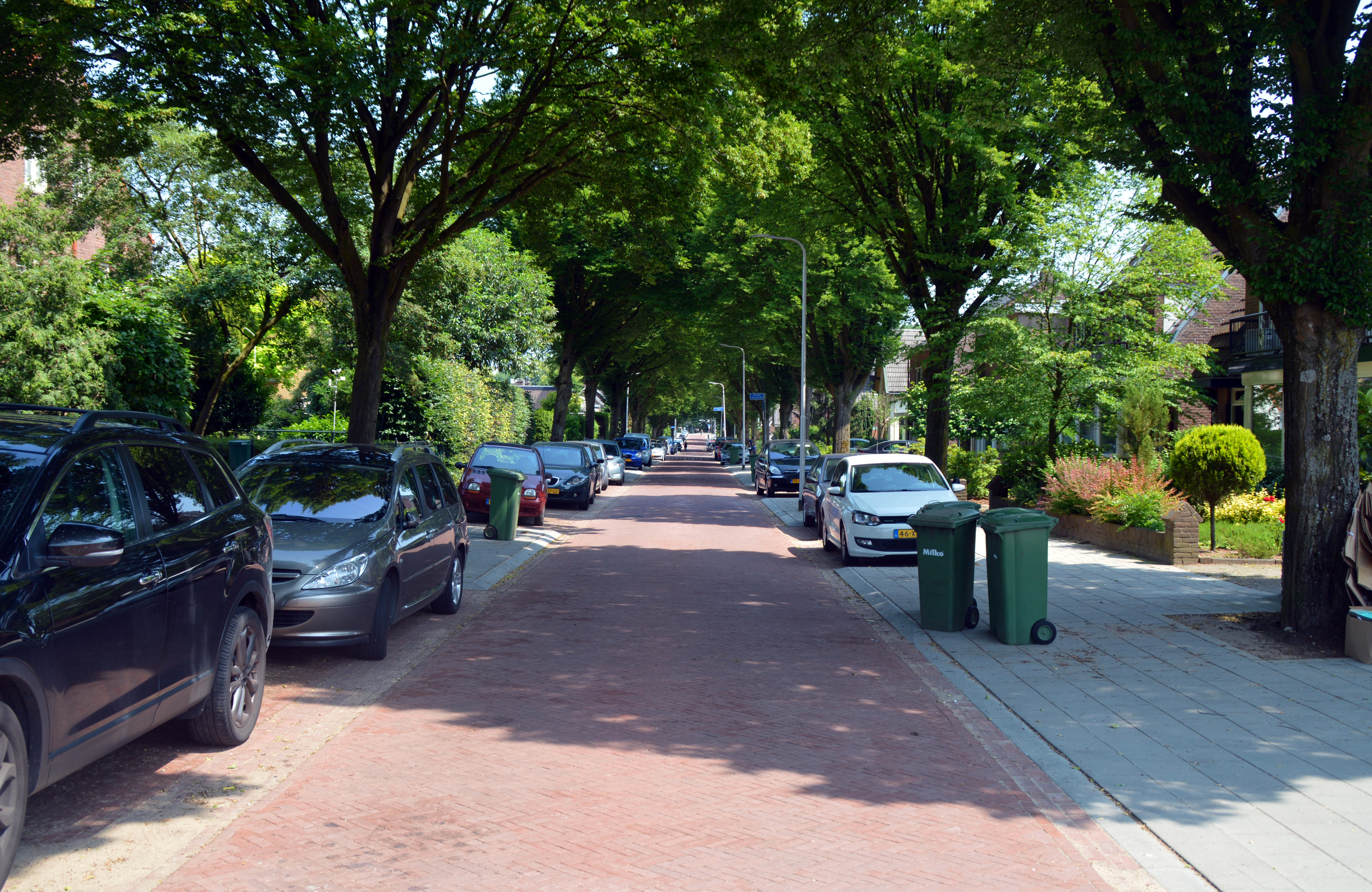
Heiweg
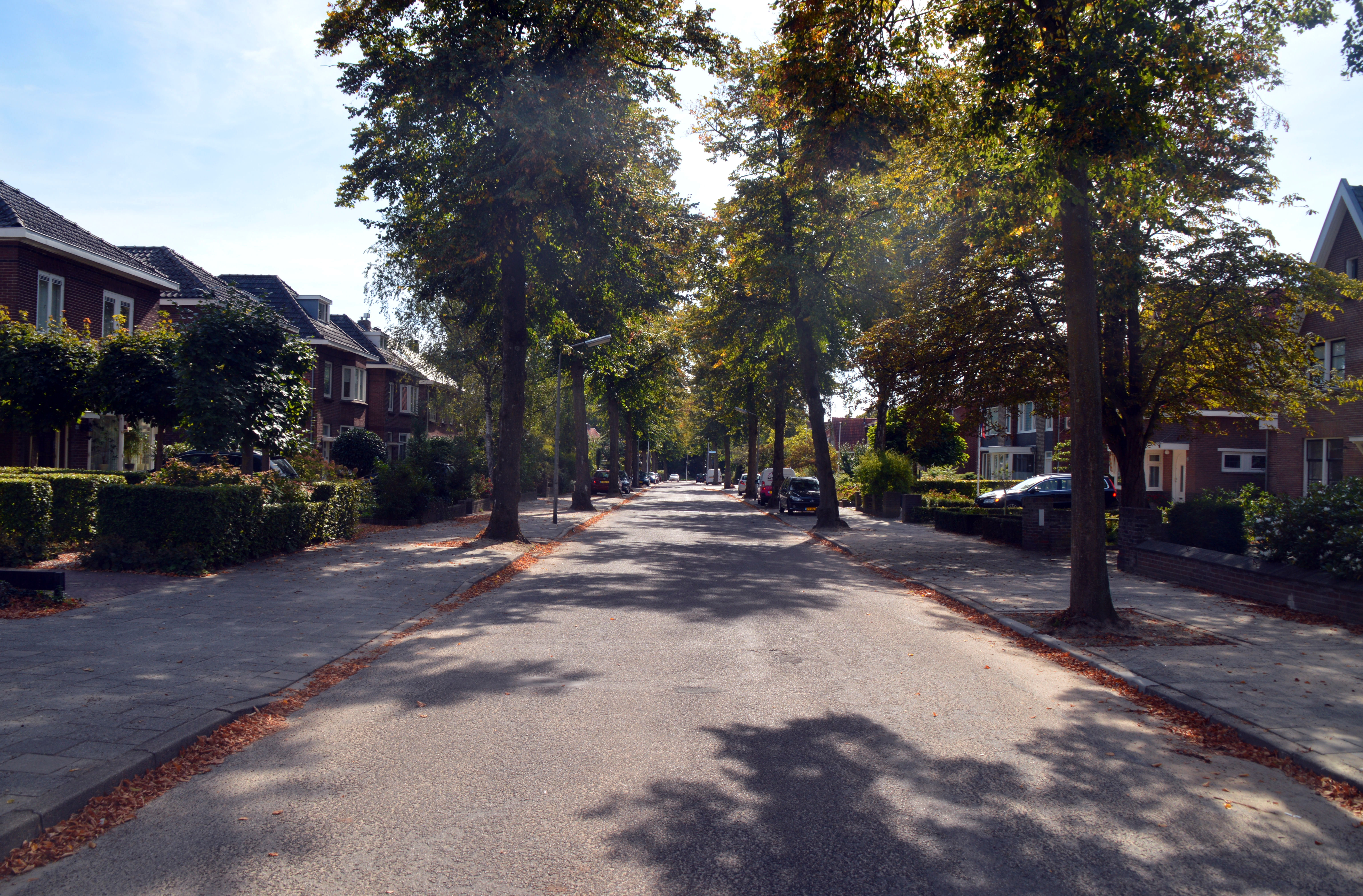
Van Peltlaan
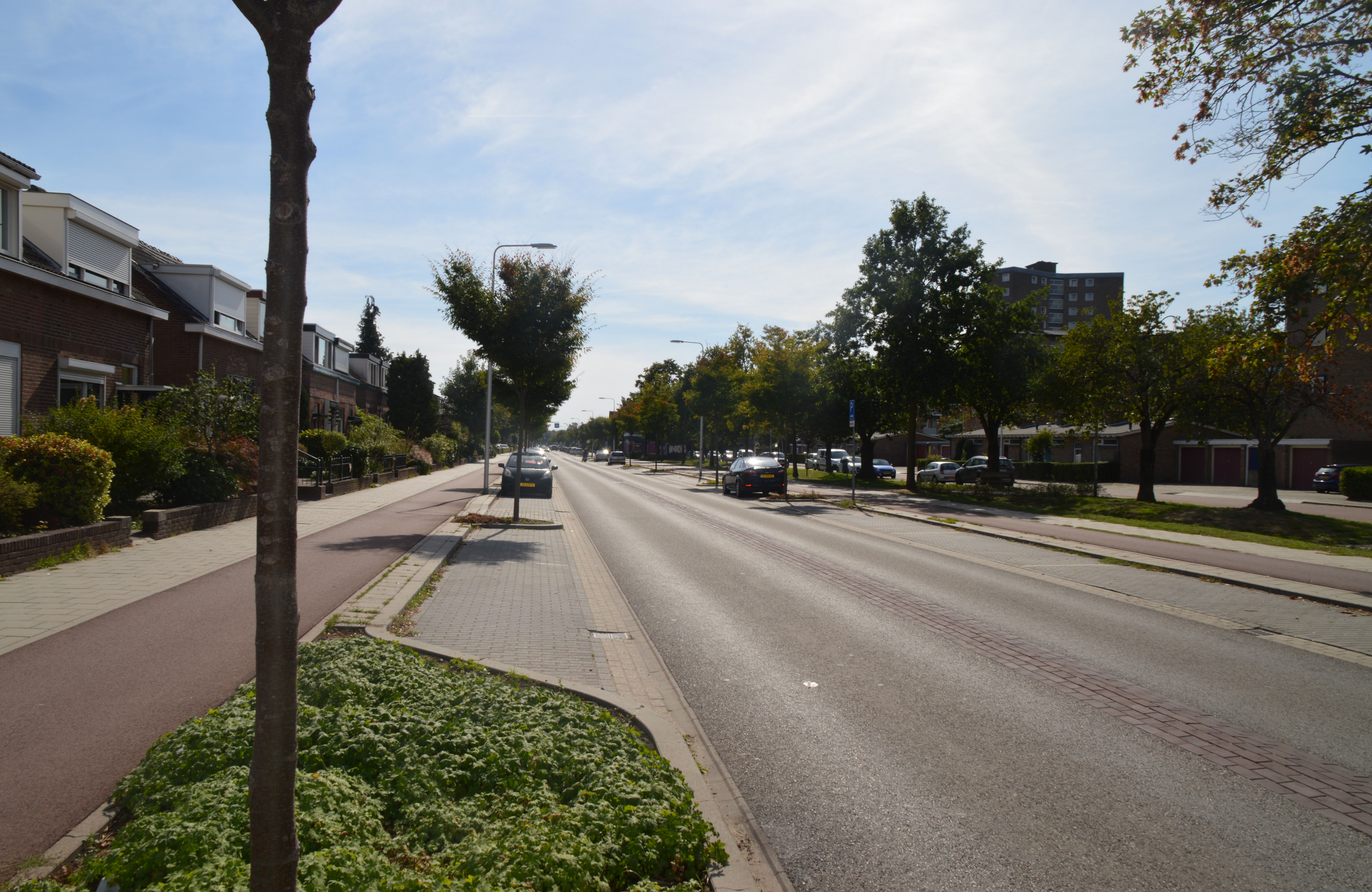
Sint Jacobslaan
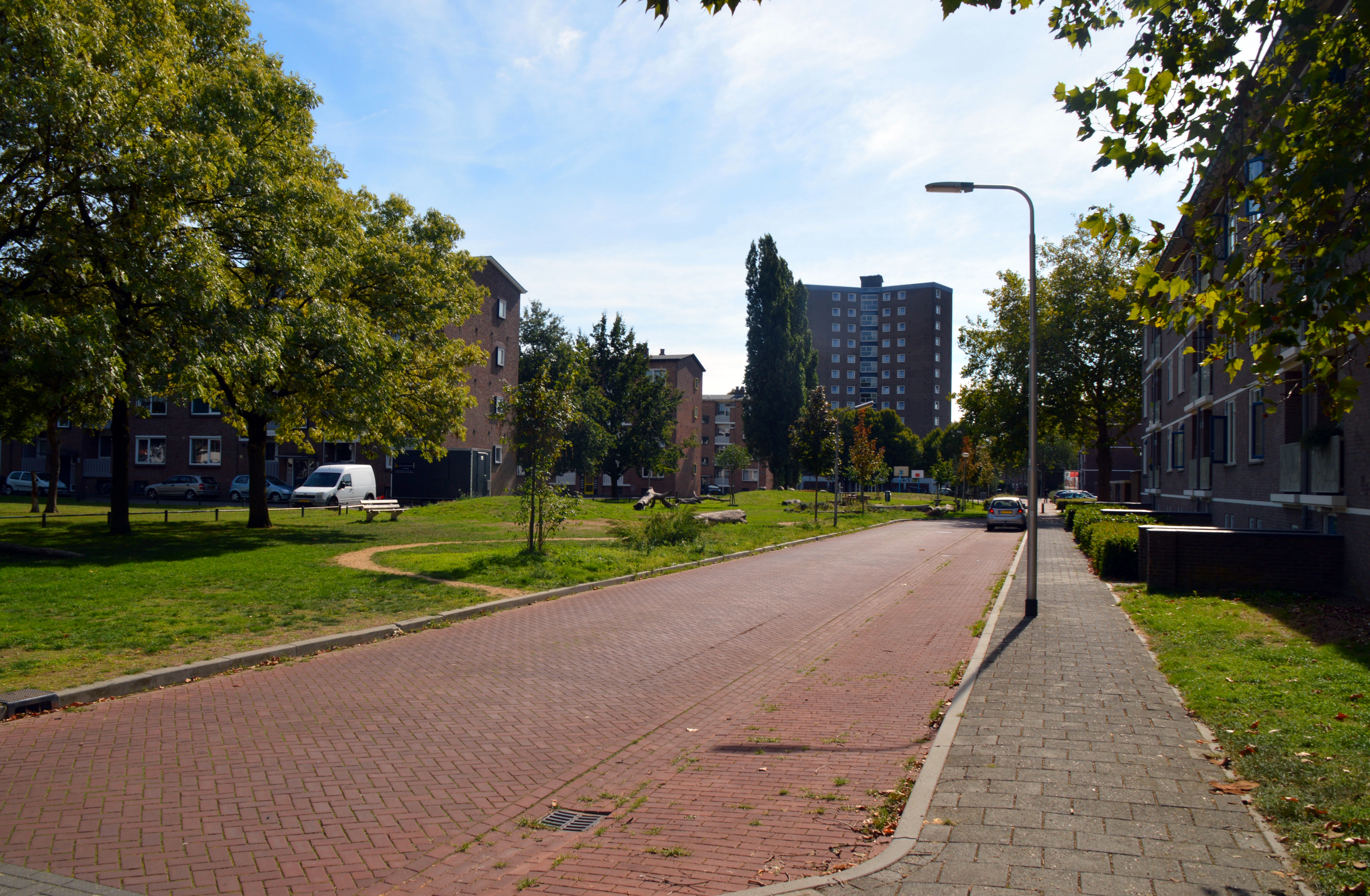
Hommelstraat met zicht op de sterflat aan de Heidebloemstraat
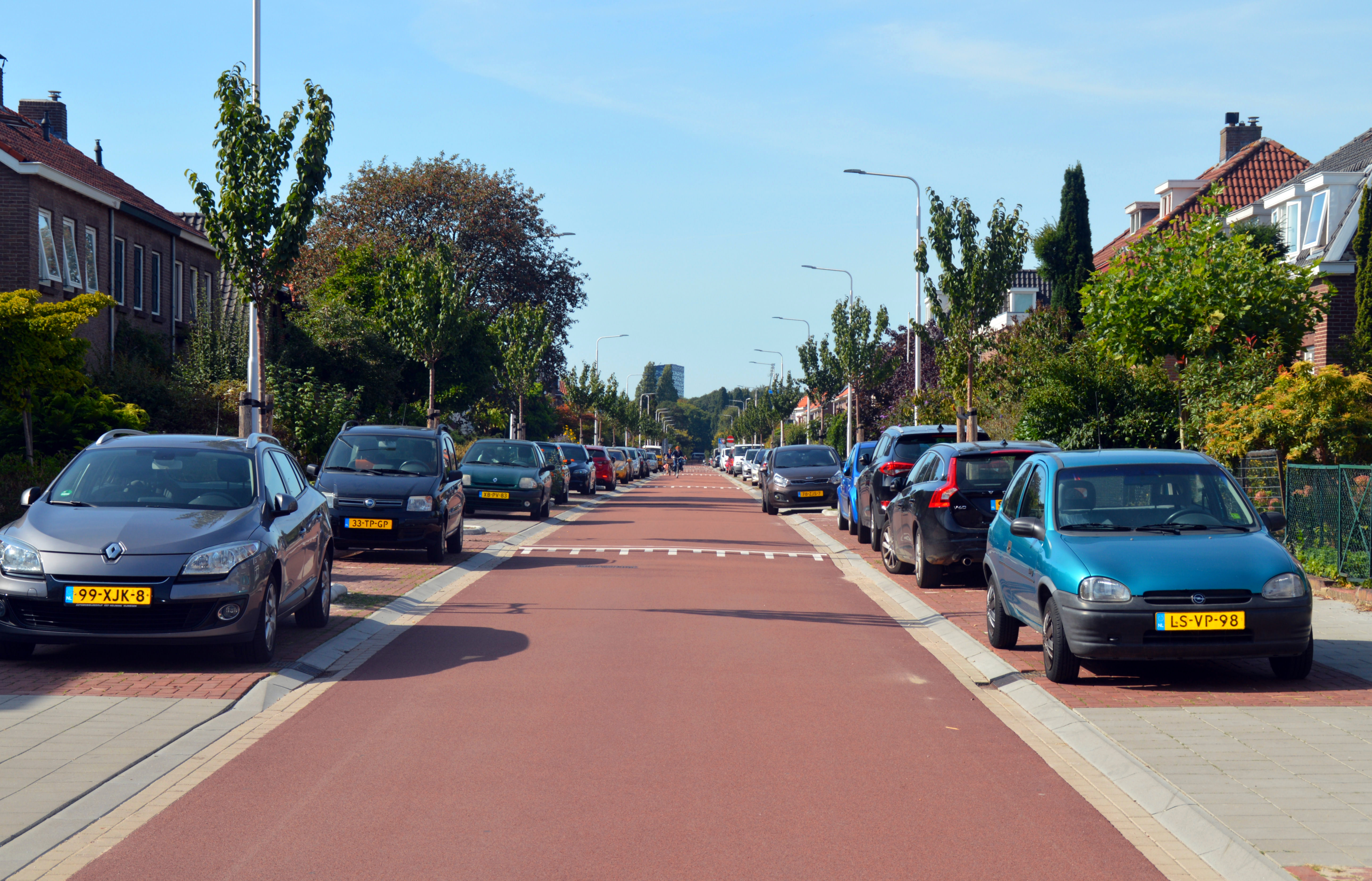
Oude Molenweg